# Daisy Ascher
Daisy Ascher (Ciudad de México, 25 de abril de 1944-ibídem, 31 de marzo de 2003). Fue una fotógrafa mexicana que destacó en el retrato y la fotografía de desnudo. Frente a su lente pasaron figuras de la cultura y la política mexicana como Juan Rulfo, Fernando Benítez, José Luis Cuevas, Luis Donaldo Colosio y Rafael Tovar y de Teresa.

## Biografía
Daisy Ascher nació en la Ciudad de México en 1944, hija de Samuel Ascher y Luisa Oved. Estudió en la Universidad Motolinía y en la Universidad Anáhuac. Formó parte del Club Fotográfico de México. Incursionó en diversos temas y géneros fotográficos realizando fotografías para portadas de discos y revistas como Cosmopolitan, Vanidades y Foto Mundo. Falleció en la Ciudad de México a causa del cáncer el 31 de marzo de 2003.

## Trabajo fotográfico
Daisy Ascher se formó como fotógrafa de manera autodidacta y trabajó para diversas publicaciones comerciales. Paralelamente, realizó un trabajo artístico centrado en la fotografía de desnudo pero, sobre todo, en el retrato. En este género fotográfico se dedicó a retratar a los más importantes personajes de la cultura mexicana de su tiempo. Muchas de estas fotografías fueron recogidas en el libro Cien retratos (INBA, 1981).
Son también muy importantes los ensayos fotográficos que hizo sobre José Luis Cuevas (Revelando a José Luis Cuevas, 1979) y Juan Rulfo (Rulfo, mis imágenes y mi muerte, 1987). Para lograr las fotografías de estos libros, Ascher siguió a los dos artistas en su vida cotidiana durante varios años. En el trabajo fotográfico de Ascher se aprecia la influencia de fotógrafos como Richard Avedon, Josuf Karsh y Sam Haskins.

## Algunas publicaciones
- Revelando a José Luis Cuevas´, Fotografía de Daisy Ascher, prólogos de Marta Traba, Ulalume González de León y José Luis Cuevas. México, 1979.
- Cien retratos, México: INBA, 1981.
- Formas Silenciosas. Fotografía: Daisy Ascher, presentación de Juan José Arreola, Omar Gasca, José Luis Cuevas, dibujos de José Luis Cuevas, 1983.
- Rulfo, Mis Imágenes y mi Muerte. Fotografías de Daisy Ascher, textos de Fernando Benítez, Eduardo Matos Moctezuma, dibujos de José Luis Cuevas, México: Socicultur-DDF, 1987
- Chalco: Valle de Solidaridad. Fotografías de Daisy Ascher, textos de: Fernando Benítez, Juan Rulfo, José Luis Cuevas, Miguel Bonasso, Fernando Buen Abad, Marisol Salmones, Ángeles González Gamio, dibujos de José Luis Cuevas. México, CEN-PRI, 1990.
- La Piel de las Paredes. Fotografías de Daisy Ascher y Gilberto Chen, textos de Luis Donaldo Colosio, Fernando Benítez, Andres Henestrosa, dibujos de José Luis Cuevas, México: PRI, 1991.
- San Miguel de Allende. Fotografías de Daisy Ascher y Gilberto Chen, presentación de Luis Donaldo Colosio, texto de Fernando Benítez, acuarelas de José Luis Cuevas, México: Sedesol, 1993.
- El Mundo Mágico de Juan Rulfo. Fotografías de Daisy Ascher, textos¡ de Luis Donaldo Colosio y Juan Rulfo, México: Conaculta / INBA / Sedesol, 1993.